# Мейсон (округ, Иллинойс)
Ме́йсон (англ. Mason County) — округ в штате Иллинойс, США. Официально образован в 1841 году. Получил своё название в честь американского политического и государственного деятеля Джорджа Мейсона. По состоянию на 2010 год, численность населения составляла 14 666 человек.

## География
По данным Бюро переписи США, общая площадь округа равняется 1 458,171 км2, из которых 1 396,011 км2 — суша, и 62,160 км2, или 4,300 % — это водоёмы.

## Население
По данным переписи населения 2000 года в округе проживает 16 038 жителей в составе 6 389 домашних хозяйств и 4 561 семьи. Плотность населения составляет 11,00 человек на км2. На территории округа насчитывается 7033 жилых строения, при плотности застройки около 5-ти строений на км2. Расовый состав населения: белые — 98,82 %, афроамериканцы — 0,12 %, коренные американцы (индейцы) — 0,26 %, азиаты — 0,21 %, гавайцы — 0,00 %, представители других рас — 0,09 %, представители двух или более рас — 0,50 %. Испаноязычные составляли 0,50 % населения независимо от расы.
В составе 30,50 % из общего числа домашних хозяйств проживают дети в возрасте до 18 лет, 58,40 % домашних хозяйств представляют собой супружеские пары, проживающие вместе, 9,00 % домашних хозяйств представляют собой одиноких женщин без супруга, 28,60 % домашних хозяйств не имеют отношения к семьям, 24,90 % домашних хозяйств состоят из одного человека, 13,00 % домашних хозяйств состоят из престарелых (65 лет и старше), проживающих в одиночестве. Средний размер домашнего хозяйства составляет 2,48 человека, и средний размер семьи — 2,93 человека.
Возрастной состав округа: 24,40 % — моложе 18 лет, 7,70 % — от 18 до 24, 26,30 % — от 25 до 44, 24,20 % — от 45 до 64, и 24,20 % — от 65 и старше. Средний возраст жителя округа — 40 лет. На каждые 100 женщин приходится 96,10 мужчин. На каждые 100 женщин старше 18 лет приходится 93,10 мужчин.
Средний доход на домохозяйство в округе составлял 35 985 USD, на семью — 42 239 USD. Среднестатистический заработок мужчины был 33 426 USD против 21 093 USD для женщины. Доход на душу населения составлял 17 357 USD. Около 7,80 % семей и 9,70 % общего населения находились ниже черты бедности, в том числе — 13,60 % молодежи (тех, кому ещё не исполнилось 18 лет) и 9,60 % тех, кому было уже больше 65 лет.